# Аријанито Аријанит
Аријанито Аријанит (умро 16. новембра 1551. године), самопроглашен Аријанит Комнин (латински: Arianita Comnenus), је био италијански племић албанског порекла из XVI века, једини син дипломате и претендента Константина Аријанита. Након очеве смрти 1530. године, Аријанито је наставио са Константиновим претензијама, називајући се 'кнезом Македоније', али је одбацио друге титуле које је користио његов отац. Служио је као капетан у папској војсци у Риму до своје погибије у бици 1551. године, чиме је окончана мушка лоза породице Аријанита у Италији.

## Биографија
Аријанито Комнин Аријанит је био једини син Константина Аријанита. Константин је био албански племић који је живео у прогонству у Италији због освајања његове домовине од стране Османског царства. Следећи стопама свог оца Ђорђа Аријанита, који се борио против Османлија током њихове инвазије на Албанију, Константин је настојао да се успостави као водећа фигура међу балканским прогнаницима у Италији. Константин је такође учествовао у крајње неуспешним плановима за организовање експедиција за борбу против Османлија. Током 1490-их, Аријанитов отац је преузео титуле „кнез Македоније“ и „војвода од Ахаје“, полажући конкретне претензије на власт над територијама у Грчкој. Аријанитова мајка била је Франческа од Монферата, (вероватно ванбрачна) ћерка Бонифација III, маркиза од Монферата (1483–1494). Владарска породица Монферат, династија Палеолога-Монферата, била је далеки сродник неколико последњих византијских царева, који су потицали од цара Андроника II Палеолога (1282–1328).
Након Константинове смрти 8. маја 1530. године, Аријанито је наследио очеве титуле и претензије. Иако је Константин полагао право на три титуле: кнез Македоније, војвода од Ахаје и деспот од Мореје, једина титула за коју се потврдило да је Арианито претпоставио да ју је лажно преузео била је 'кнез Македоније'. Аријанито је једно време живео са својом мајком у планинском селу Монтефјоре Конка, где је Константин провео последњих неколико година, иако су се њих двоје касније преселили у Рим. У Риму, Аријанитто се придружио папској војсци, напредујући кроз редове док на крају није постао капетан контингента војника. У једном тренутку је био ожењен, мада име његове жене није сачувано у изворима. Аријанито је погинуо у бици 16. новембра 1551. године, код Торкијаре током сукоба између папе Јулија III (1550–1555) и Отавија Фарнезеа, војводе од Парме (1547–1586). Аријанитовом смрћу, мушка лоза породице Аријанита у Италији је изумрла. Аријанито је имао само једно дете, ћерку, која се удала за члана породице Тривулцио. Иако су постојали законитији наследници, као што је породица Токо, која потиче од Аријанитове најстарије сестре,  на титулу 'кнеза Македоније' су после Аријанитове смрти претендовали његови рођаци из породице Анђело Флавио Комнино, наводни потомци династије Анђел, византијских царева.